# Mantisatta
Mantisatta là một chi nhện trong họ Salticidae.